# Halvor Schøyen
Halvor Schøyen es un deportista noruego que compitió en vela en la clase Star. Ganó una medalla de bronce en el Campeonato Europeo de Star de 1996.

## Palmarés internacional
| \| Campeonato Europeo \| Campeonato Europeo \| Campeonato Europeo \| Campeonato Europeo \| \| Año \| Lugar \| Medalla \| Clase \| \| ------------------ \| ------------------------ \| ------------------ \| ------------------ \| \| 1996 \| Medemblik (Países Bajos) \| Medalla de bronce \| Star \| |                          |                   |       |
| Campeonato Europeo |                          |                   |       |
| Año | Lugar                    | Medalla           | Clase |
| 1996 | Medemblik (Países Bajos) | Medalla de bronce | Star  |